# 2018년 동계 올림픽 우크라이나 선수단
2018년 동계 올림픽 우크라이나 선수단은 대한민국 평창에서 개최된 2018년 동계 올림픽에 참가하는 올림픽 우크라이나 선수단이다.

## 메달 집계
| 종목 | 1 | 2 | 3 | 합계 |
| 합계 |   |   |   |      |

## 종목별 성적

### 루지
| 선수 | 세부 종목 | 1차 시기 | 1차 시기 | 2차 시기 | 2차 시기 | 3차 시기 | 3차 시기 | 4차 시기 | 4차 시기 | 합계 | 합계 |
| 선수 | 세부 종목 | 기록     | 순위     | 기록     | 순위     | 기록     | 순위     | 기록     | 순위     | 기록 | 순위 |

### 바이애슬론
| 선수 | 세부 종목 | 기록 | 사격 실수 | 순위 |

### 프리스타일 스키
| 선수 | 세부 종목 | 예선     | 예선     | 예선     | 예선     | 결선     | 결선     | 결선     | 결선     | 결선     | 결선     |
| 선수 | 세부 종목 | 1차 시기 | 1차 시기 | 2차 시기 | 2차 시기 | 1차 시기 | 1차 시기 | 2차 시기 | 2차 시기 | 3차 시기 | 3차 시기 |
| 선수 | 세부 종목 | 점수     | 순위     | 점수     | 순위     | 점수     | 순위     | 점수     | 순위     | 점수     | 순위     |
|      |           |          |          |          |          |          |          |          |          |          |          |

### 피겨 스케이팅
| 선수 | 세부 종목 | 쇼트 프로그램 | 쇼트 프로그램 | 프리 스케이팅 | 프리 스케이팅 | 합계 | 합계 |
| 선수 | 세부 종목 | 점수          | 순위          | 점수          | 순위          | 점수 | 순위 |